# Armored Saint
Armored Saint (с англ. — «Бронированный Святой») — американская хэви-метал-группа, наиболее известная вокальными стилями певца Джона Буша, который в течение нескольких лет работал также с группой Anthrax.

## История
Группа была образована в 1982 году силами певца Джона Буша, гитаристов Девида Причарда и Фила Сэндовала, басиста Джои Веры и барабанщика Гонсало «Гонзо» Сэндовала, родного брата Фила. Первой записью квинтета стал EP «Armored Saint», вышедший на лейбле Metal Blade Records в 1983 году. Вскоре группа подписывает контракт с лейблом Chrysalis Records, который выпускает три полноформатника Armored Saint: дебютный альбом 1984 года «March of the Saint», «Delirious Nomad» 1985 года и «Raising Fear» 1987 года.
После записи и выпуска «Delirious Nomad» Фил Сэндовал покидает группу, так что «Raising Fear» группа записывает уже квартетом. В 1989 году Armored Saint выпускает свой первый концертный альбом, получивший название «Saints Will Conquer». Затем группа принимает решение всё-таки найти второго гитариста, которым в конечном итоге стал Джефф Данкан (Jeff Duncan). В 1990 году гитарист-основатель группы Дейв Причард умирает от лейкемии, однако столь тяжёлая потеря отчасти компенсируется возвращением в группу Фила Сэндовала. При его участии в 1991 году выходит альбом «Symbol of Salvation», который стал подлинным триумфом Armored Saint, причём как в художественном, так и в коммерческом отношении. После продолжительного бездействия в 2000 году группа выпускает студийный альбом «Revelation», вслед за которым выходит сборник «Nod to the Old School». Очередной реюнион-тур Armored Saint состоялся в июне 2008 года.

## Основные альбомы
- March of the Saint (1984)
- Delirious Nomad (1985)
- Raising Fear (1987)
- Symbol of Salvation (1991)
- Revelation (2000)
- La Raza (2010)
- Win Hands Down (2015)
- Punching the Sky (2020)

## Состав

### Текущий состав
- Джон Буш — вокал (1982—наши дни)
- Джоуи Вера — бас-гитара (1982—наши дни)
- Гонзо Сэндовал — ударные (1982—наши дни)
- Фил Сэндовал — гитара (1982—1985, 1990—наши дни)
- Джефф Данкан — гитара (1989—наши дни)

### Бывшие участники
- Дэвид Причард — гитара (1982—1990; умер в 1990)
- Стиви Ди — гитара (1987)